# Joe Whitney (Basketballspieler)
Joseph John „Joe“ Whitney (geb. vor 1981) ist ein US-amerikanischer Musiker und ehemaliger Basketballspieler, der für den TV Langen in der Basketball-Bundesliga aktiv war. Er erzielte in der höchsten deutschen Spielklasse insgesamt 1916 Punkte.

## Laufbahn
Whitney wuchs in Seattle (US-Bundesstaat Washington) als Kind einer Musikerfamilie auf und trat mit seinen drei Geschwistern bereits in jungen Jahren auf. Er spielte von 1981 bis 1983 Basketball an der Gonzaga University und danach an der University of Puget Sound. Nach dem Ende seiner Hochschulzeit wagte Whitney den Sprung ins Profilager, 1986 kam der 1,98 Meter lange Flügel- und Innenspieler auf Vermittlung des damaligen deutschen Nationalspielers Hans-Jürgen Gnad zum deutschen Bundesligisten TV Langen. Er sollte bis 1992 für den hessischen Verein spielen (1986 bis 1988 sowie 1989/90 und 1991/92 in der ersten Liga, 1988/89, 1990/91 in der zweiten). Im Anschluss an die Saison 1991/92 beendete er seine Basketball-Karriere und übernahm mit Beginn des Spieljahres 1992/93 das Traineramt bei der Herrenmannschaft des TV Langen, das er bis Jahresende 1993 innehatte.
Whitney wurde in Deutschland heimisch. Anfang der 1990er Jahre war bei von einem Sportartikelhersteller in mehreren deutschen Städten durchgeführten Streetball-Veranstaltungen als Moderator tätig. Er stieg hauptberuflich ins Musikgeschäft ein. Gemeinsam mit der aus Ulm stammenden Sängerin Annabell Kay (ehemals Mitglied der Gruppe Masterboy), die er als Gesangslehrer betreut hatte, gründete er die Band „The StreetLIVE Family“ und eine Künstleragentur. 2008 heirateten Joe Whitney und Annabell Kay. Das Paar gehörte als Gruppe „Giants Club“ zur Besetzung der Fernsehsendung „Hit-Giganten“, tritt als Gesangsduo bei Musikveranstaltungen, auf Volksfesten, Firmenfeiern und Messen auf. Zudem ist Whitney als Musikproduzent, Liedtexter und Komponist tätig.
Whitney spielte parallel zu seiner Karriere als Musiker Baseball bei den Bad Homburg Hornets, war zudem Stadionsprecher und bis 2015 Vorsitzender des Bundesliga-Vereins. Später spielte er noch für die Baseballer der Darmstadt Whippets und in der Saison 2018/19 bei den 2. Basketball-Herren der Babenhausen Wizards.